# Dodge Razor

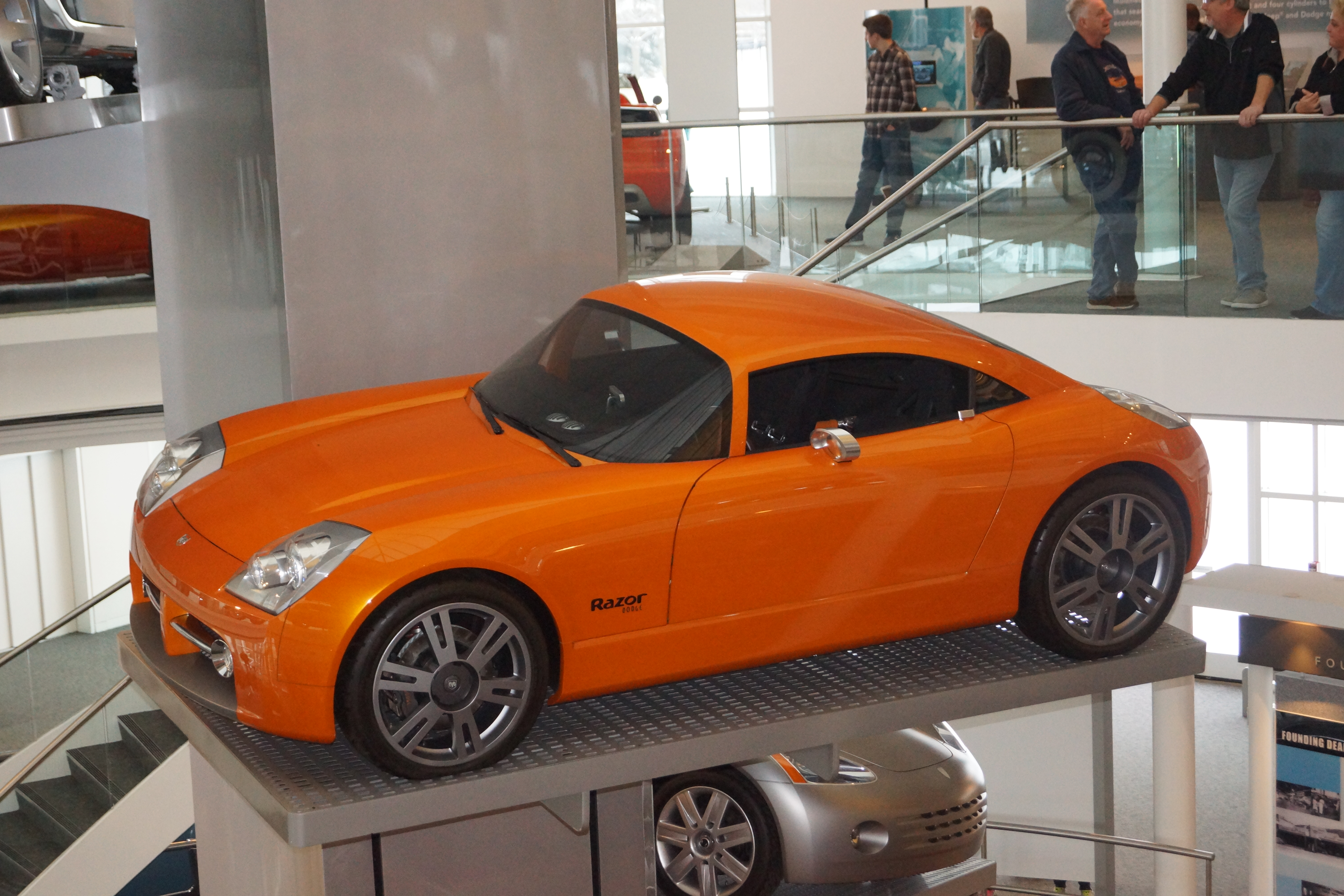
Dodge Razor Concept de 2002

La Dodge Razor était un concept car créé par le constructeur automobile américain Dodge. Elle a été présentée au Salon international de l'automobile d'Amérique du Nord en 2002. La Razor était un partenariat entre Dodge et le fabricant de scooters Razor, qui étaient responsables d'une partie de sa conception.
La Razor utilise un moteur quatre cylindres en ligne turbocompressé de 2,4 L avec un intercooler. Sa vitesse maximale est de plus de 225 km/h et elle peut accélérer de 0 à 97 km/h en moins de six secondes. La Razor, un véhicule à traction arrière, utilise une transmission manuelle à six vitesses.

## Banalité
- Deux scooters Razor orange sont emballés à l'intérieur de la Dodge Razor, soi-disant au lieu du pneu de secours. La Razor était également équipé d'outils essentiels.
- Il y avait une rumeur selon laquelle la Dodge Razor aurait une version de production à venir dans les prochaines années appelée la Dodge Scooter[réf. nécessaire]. Le prix de la Razor était estimé à environ 14 500 $ US (bien que cela devrait être ajusté pour tenir compte de l'inflation et des coûts supplémentaires des exigences de sécurité, étant donné le temps écoulé depuis l'estimation). La Scooter emprunterait également le style du concept car Dodge Copperhead.